# Metadina trichotoma
Metadina trichotoma är en måreväxtart som först beskrevs av Heinrich Zollinger och Alexandre Moritzi, och fick sitt nu gällande namn av Reinier Cornelis Bakhuizen van den Brink. Metadina trichotoma ingår i släktet Metadina och familjen måreväxter. Inga underarter finns listade i Catalogue of Life.